# Piz Mon'Ata
Le Piz Mon'Ata est un sommet du massif de l'Ortles (Alpes rhétiques) à la frontière entre l'Italie et la Suisse. Il culmine à 2 937 ou 2 938 mètres d'altitude.